# Beverley Minster
Beverley Minster es una iglesia parroquial de la Iglesia de Inglaterra localizada en la ciudad de Beverley, en Yorkshire del Este. Es una de las mayores iglesias parroquiales del Reino Unido, siendo más grande que un tercio de todas las catedrales inglesas y es considerada una obra maestra gótica. La denominación de minster, es un título honorífico que hace referencia a su fundación como iglesia monástica en tiempos anglosajones.
Originalmente erigida como una iglesia colegiata, no fue seleccionada como sede episcopal de la nueva iglesia anglicana tras la disolución de los monasterios,  entre 1536 y 1540, decretada por el rey Enrique VIII de Inglaterra. Sobrevivió como iglesia parroquial y la sala capitular es la única parte importante del edificio que se ha perdido. Es parte del Grupo de Iglesias Mayores (Greater Churches Group) y un monumento clasificado de grado I.
Cada año es sede de eventos en asociación con varias escuelas locales, como las celebraciones de Navidad (Beverley Minster Primary School Nativity Performance) y la Noche del Discurso (Beverley Grammar School Speech Night).[cita requerida]

## Historia

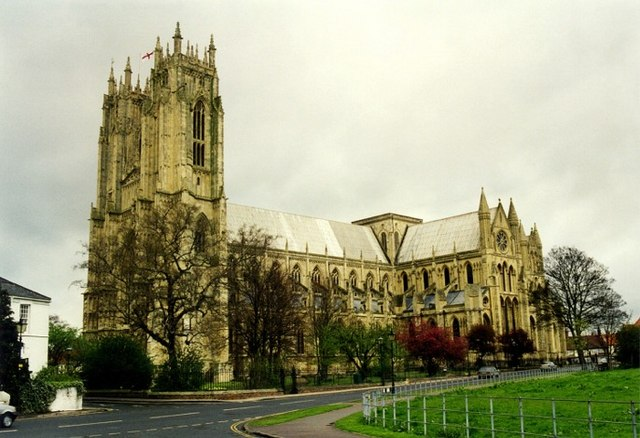
Vista de conjunto

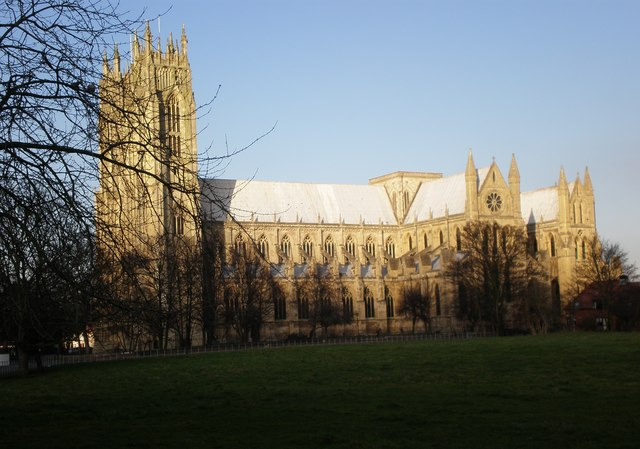
Vista lateral

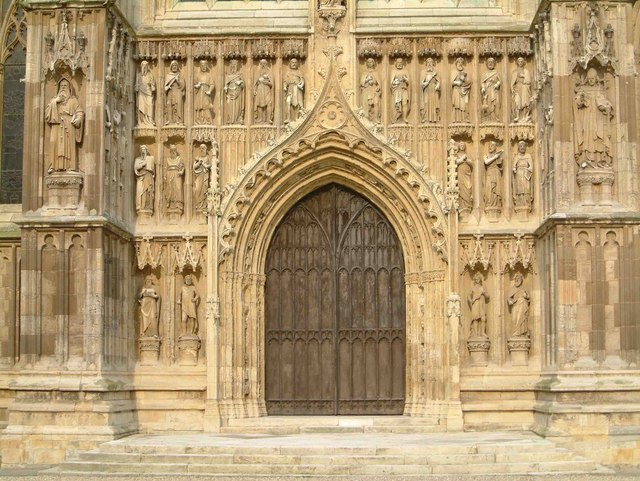
Detalle de la gran puerta de la fachada occidental

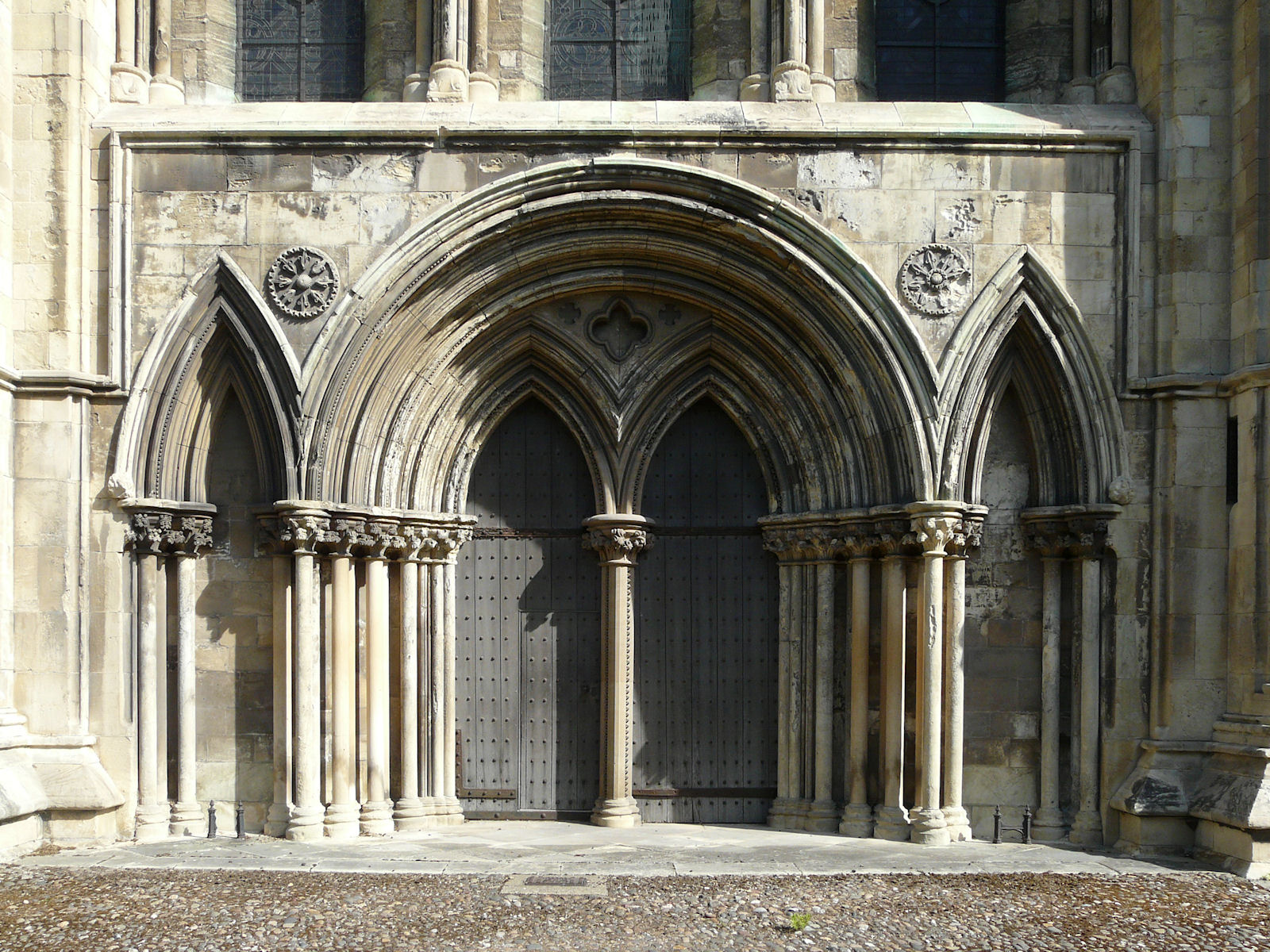
Detalle de la portada lateral del transepto

La iglesia (minster) debe su origen y gran parte de su posterior importancia a san Juan de Beverley, que fundó un monasterio alrededor de 700 d. C. y cuyos huesos aún se encuentran bajo una lápida en la nave. La institución creció después de su muerte y fue varias veces reconstruida. Después de un grave incendio en 1188, la reconstrucción posterior fue demasiado ambiciosa; la torre central recién recrecida se desplomó ca. 1213 derribando gran parte de la iglesia que la rodeaba.
Los trabajos en el actual edificio comenzaron alrededor de 1225 y se desarrollaron durante casi 200 años. A pesar de tan largo tiempo de construcción, todo el edificio tiene una forma y detalles coherentes y es considerada como uno de los mejores ejemplos del diseño gótico perpendicular, siendo las torres gemelas de la fachada occidental un ejemplo superlativo. Esas torres inspiraron el diseño de la presente abadía de Westminster.
San Thomas Becket de Canterbury (ca. 1118 - 29 de diciembre de 1170) fue nombrado preboste de Beverley en 1154. Henry Percy, cuarto conde de Northumberland (1449–1489), fue enterrado en la iglesia después de ser asesinado por los ciudadanos de York en 1489 durante la Rebelión de Yorkshire causada por los altos impuestos establecidos por el rey Enrique VII.
Como muchas iglesias inglesas durante las guerras de la religión en el siglo XVI, Beverley Minster no fue inmune a la disensión. Las autoridades eclesiales reprimieron duramente a aquellos que sentían eran parte de la conspiración papista, contrarios a los decretos reales. «Entre esas creencias tradicionales se sostiene que fueron tres los clérigos de la minster acusados de prácticas papales en 1567; John Levet era un antiguo miembro del colegio y Richard Levet era presuntamente su hermano. Ambos Levetts fueron suspendidos del sacerdocio por conservar equipamiento y libros prohibidos y cuando fue restaurada no fueron ordenados para ministrar en Beverley o su barrio».
En el siglo XVIII la actual torre central sustituyó a una antigua torre linterna que estaba en peligro de colapsar. Esta torre central alberga la mayor grúa de rueda sobreviviente en Inglaterra, que se utilizó para elevar los materiales de construcción de un taller situado en el techo. Una característica distintiva del transepto norte y sur es la presencia de rosetones y de una Rosa Blanca de York —el símbolo de la casa de York—, con diez partes iguales.
Hay visitas organizadas diarias a la grúa y a los rosetones, dependiendo de las actividades eclesiales. 
En la iglesia, entre otros, están enterrados Juan de Beverley (fallecido el 7 de mayo de 721) y Henry Percy, quinto conde de Northumberland.

## Detalles

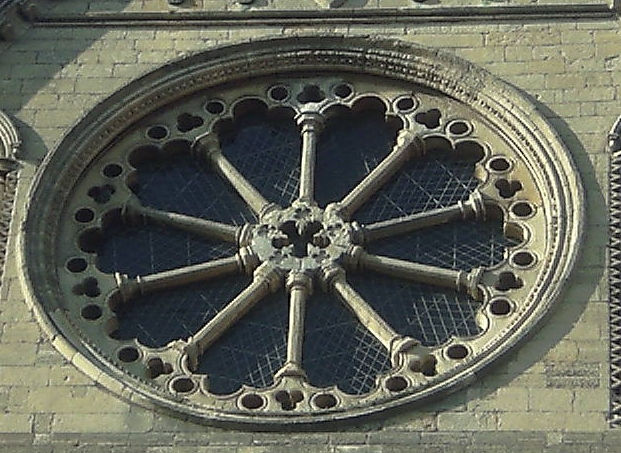
Rosetón

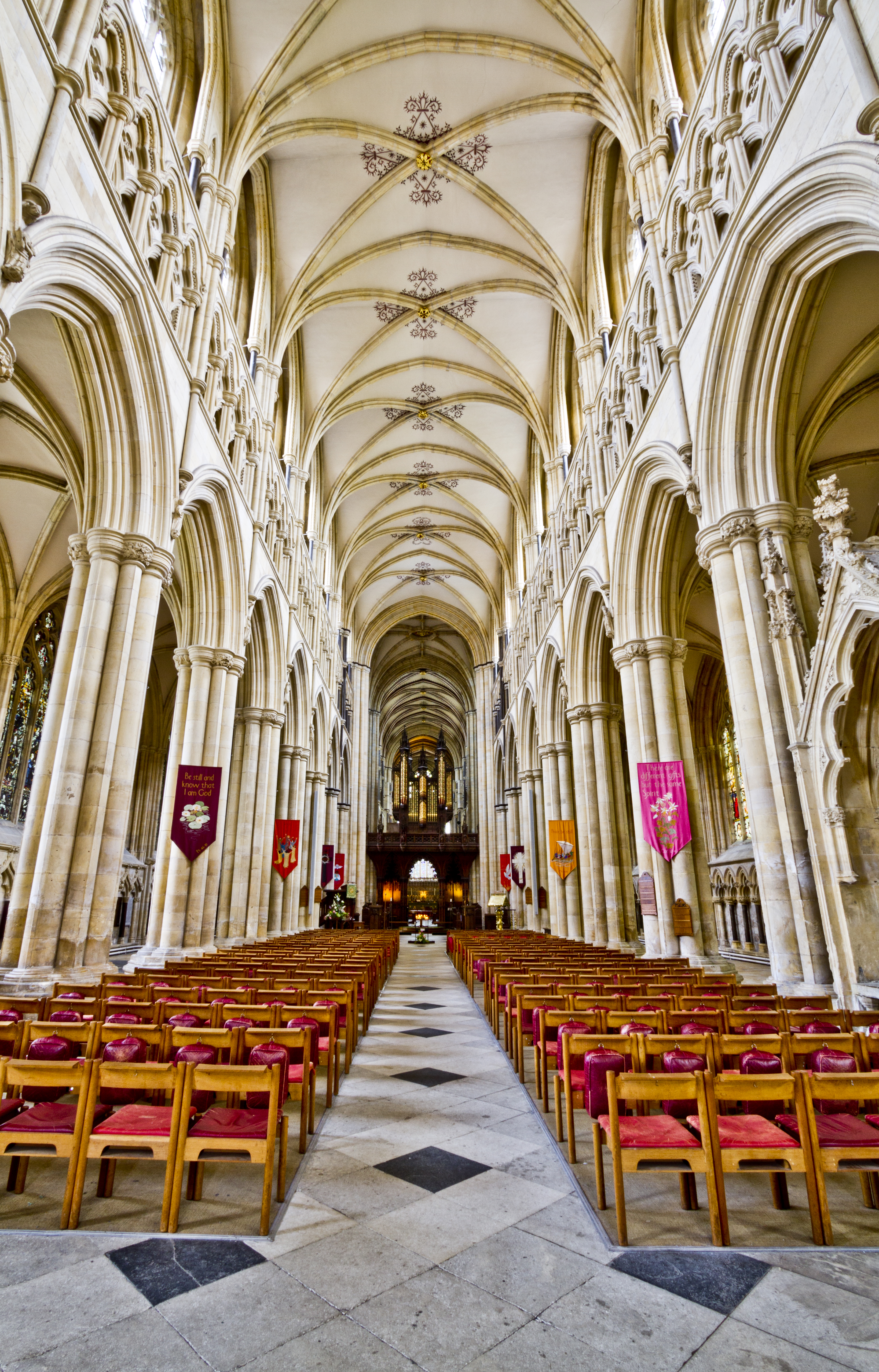
Nave

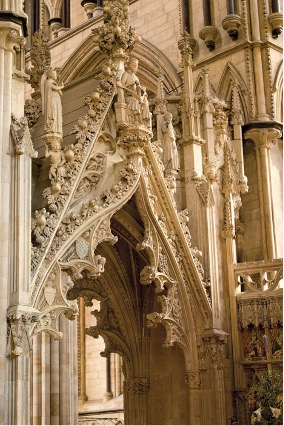
Tumba de Eleanor Percy (1335-1340).

Algunos detalles notables en el interior son las columnas de mármol de Purbeck, las tallas de hojas y la tumba de lady Eleanor Percy. Esta tumba, construida entre 1335 y 1340, es considerada una obra maestra del gótico curvilíneo. Su profusa decoración está formada por arcos ojivales inclinados, tracería, crestería y decoración vegetal.
En el coro se encuentran un total de 68 misericordias del siglo XVI. Cerca hay un santuario de  frith stool  datado de tiempos anglosajones. Las misericordias probablemente fueron talladas por la escuela Ripon de talladores y tienen un fuerte parecido familiar a los de la catedral de Mánchester y de la catedral de Ripon.
La iglesia alberga uno de los pocos taburetes Frith (Frith Stools, también conocidos como Frid Stools, que significa "sillas de paz") que se conservan en Inglaterra y cualquiera que quiera reclamar el santuario de la ley se sentaba en la silla. La silla está datada en la época sajona antes de 1066.
El órgano está montado sobre una pantalla de madera ricamente tallada que data de finales del siglo XIX. Hay una escalera en el pasillo norte, que habría sido utilizada en tiempos colegiales para tener acceso desde, y hacia, la sala del capítulo.
Durante los siglos XVI y XVIII se hicieron mejoras en el coro y las vidrieras medievales, que quedaron destrozadas por una tormenta en 1608, se recogieron meticulosamente y se instalaron en la ventana oriental en 1725. La familia Thornton, grandes artesanos de principios del siglo XVIII, fueron los responsables de la cubierta de la fuente y de la puerta occidental. Otra característica notable es la serie de tallas de músicos que adornan la nave.

## Órgano

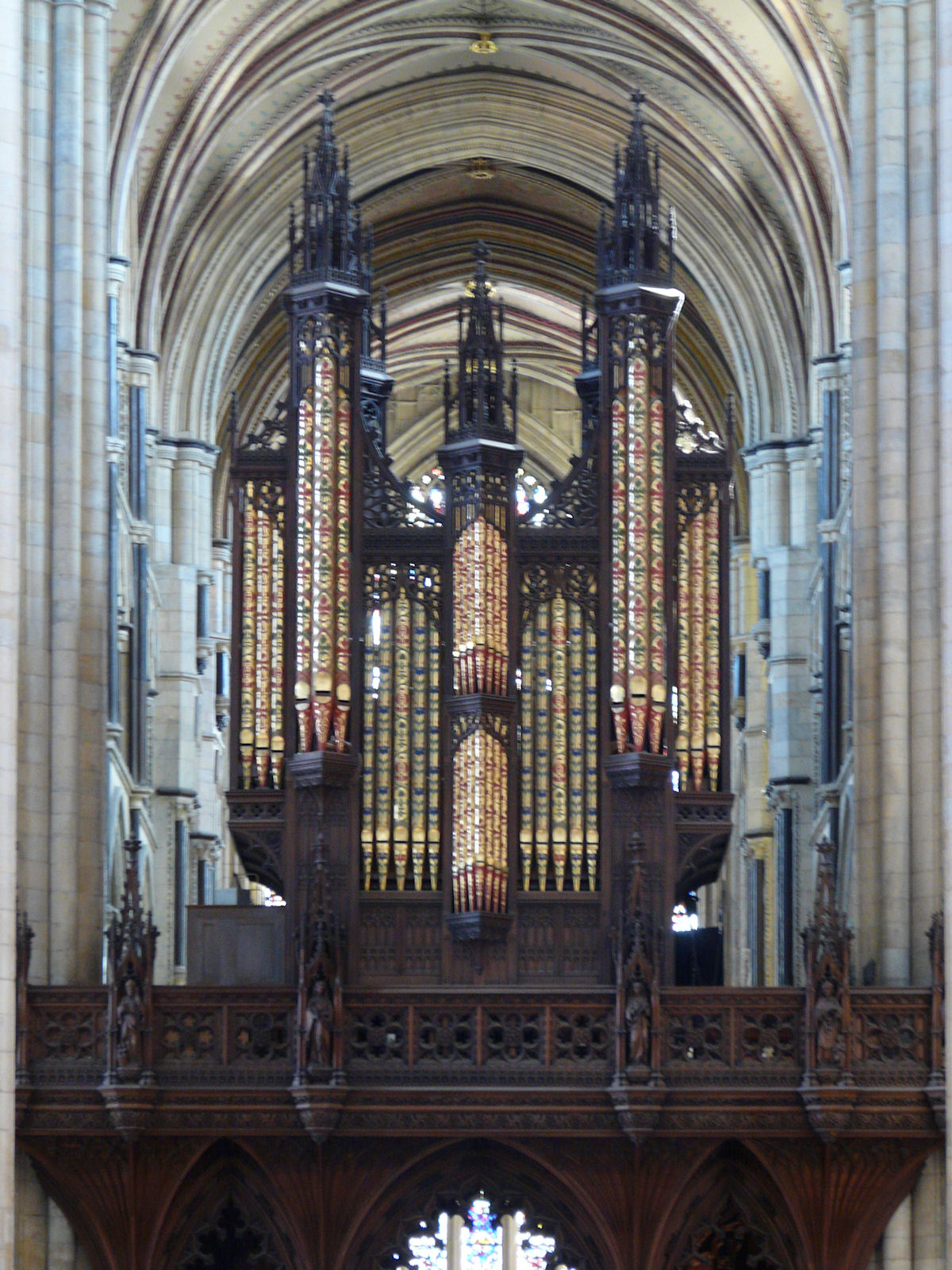
Caja del órgano Snetzler de 1769

Hay un gran órgano de tubos de John Snetzler desde 1769. Ha habido reconstrucciones y restauraciones posteriores hechas por William Hill & Sons en 1884, y por Hill, Norman and Beard en 1962–63. Las especificaciones del órgano se puede encontrar en el Registro Nacional de Órganos.

### Organistas
- Matthias Hawdon, 1769–1776;
- George Lambert, 1777–1818;[9]
- G. J. Lambert, 1818–1874;[9] (hijo de George Lambert)
- Langdon Colborne, 1874–1875 (anteriormente organista de St. Michael's College, Tenbury, después organista de la iglesia parroquial de Wigan);
- Arthur Henry Mann, 1875–1876 (después organista y director musical del King's College, Cambridge);
- John Henry Norrison Camidge, 1876–1933;
- Herbert Kennedy Andrews, 1934–1938;
- John Herbert Long, 1938–1956 (anteriormente organista de St Peter's Church, Brighton);
- David Ingate, 1956–1961 (también profesor de música en la Beverley Grammar School, y anteriormente organista en All Saint's Parish Church, High Wycombe);
- Peter Fletcher, 1961–1966;
- Alan Spedding, 1967– marzo de 2009 (anteriormente organista de la iglesia parroquial de Kingston upon Thames).[10]
- Robert Poyser, 2009–-[10]